# Phyllosasa tranquillans
Phyllosasa tranquillans är en gräsart som först beskrevs av Gen-Iti Koidzumi, och fick sitt nu gällande namn av Jean-Pierre Demoly. Phyllosasa tranquillans ingår i släktet Phyllosasa och familjen gräs. Inga underarter finns listade i Catalogue of Life.